# Melanie C
Pour les articles homonymes, voir Chisholm.
Melanie Jayne Chisholm, née le 12 janvier 1974 à Whiston, près de Liverpool dans le Merseyside, aussi connue sous le nom de Melanie C ou Mel C, est une auteure-compositrice-interprète, danseuse, et actrice anglaise. Elle fait partie des Spice Girls, où elle est plus connue sous le surnom de Sporty Spice. Principalement actif entre 1996 et 1998, les Spice Girls sont l'un des plus grands groupes féminins de tous les temps de l'histoire de la musique, avec plus de 100 millions de disques vendus et 10 singles classés numéros 1 dans le monde,,,.
Melanie C rencontre aussi du succès tout au long de sa carrière solo. En 1999, elle sort son 1er opus Northern Star, qui contient les tubes Never Be The Same Again en duo avec Lisa Lopes et I Turn To You, et se vend à plus de 5 millions d’exemplaires.
En 2003, elle publie son second album Reason, qui, accompagné des singles Here It Come Again et On The Horizon, se vend à plus de 500 000 exemplaires rien qu’au Royaume Uni.
Elle se lance l'année suivante dans l'aventure entrepreneuriale et crée sa propre maison de disques, Red Girls Records. Elle commercialise en 2005 le disque Beautiful Intentions, dont le tube First Day Of My Life, se vend à plus de 1,5 million d’exemplaires et devient disque de platine dans de nombreux pays.
Avec l'ensemble des opus qui vont suivre (This Time (2007), The Sea (2011), The Stages (2012), Version Of Me (2016) et Melanie C (2020)), la discographie de Melanie C forme un corpus éclectique, mélangeant pop, rock, musique électronique, R&B et autres influences, que l'artiste défend sur scène partout dans le monde.
En 2001, sa chanson I Turn To You, directement sortie en remix/single et produit par Hex Hector, remporte un Grammy Award pour le meilleur remix de l’année, ce qui est une première dans l'histoire.
Avec 12 singles numéros 1 au Royaume-Uni, elle est et la première artiste féminine britannique ayant le plus de singles classés numéro 1 dans le pays,,,. L'artiste a vendu plus de 131 millions de disques, dont 26 millions en tant que chanteuse solo et 105 millions en tant que Spice Girl,,.

## Carrière

### Spice Girls
En 1994, Melanie auditionne pour devenir membre d'un futur girl group. Les producteurs l'associent à quatre autres filles : Victoria Adams, Melanie Brown, Geri Halliwell et Michelle Stephenson. Après quelques mois seulement, Stephenson quitte le groupe. Pepi Lemer, leur professeur de chant de l'époque, leur présente Emma Bunton, qui rejoint alors le groupe.
Originellement appelées Touch, elles changent de nom pour Spice Girls. Elles lancent un premier album en 1996 sous le label Virgin Records, Spice. L'album cartonne instantanément, notamment grâce à Wannabe, leur premier single qui rencontre un succès fulgurant partout dans le monde. L'aventure ne se termine pas là : elles lancent quatre autres singles issus de cet album qui se hissent tous en tête des hit-parades : Say You'll Be There, 2 Become 1, Mama et Who Do You Think You Are.
1997 est l'année de la sortie du deuxième album du groupe, Spiceworld. Spice Up Your Life est le premier single et reste numéro 1 pendant plusieurs semaines. Too Much fait le même effet. Stop est le troisième single ; inspiré des années 1960, il n'entre cependant pas en première place des charts. La tournée Spiceworld Tour est lancée en février 1998, mais contre toute attente, Geri Halliwell quitte la formation quelques semaines après. La tournée du quatuor est clôturée au Wembley Stadium à Londres.
Un troisième album, Forever, paraît en 2000, mais n'obtient pas le succès escompté. À sa sortie, les membres du groupe ont déjà en tête de poursuivre leurs propres carrières.

### 1999 - 2003: Premiers albums solos
Melanie C fait ses premiers pas en solo aux côtés du rockeur canadien Bryan Adams avec la chanson When You’re Gone à la fin de l'année 1998 qui rencontre un grand succès. Melanie part s'installer pendant plusieurs mois à Los Angeles où elle enregistre l'album Northern Star qui voit le jour le 18 octobre 1999.
Sortis en 1999, les singles Goin' Down et Northern Star rencontrent un succès mitigé, mais le troisième single Never Be The Same Again, avec Lisa Lopes, membre des TLC, paru en 2000, devient son premier single numéro 1 en Angleterre en tant qu’artiste solo. Surfant sur son succès naissant, elle sort un quatrième single, un remix dance de I Turn To You, et obtient un deuxième numéro 1 en Angleterre. À cette occasion, une nouvelle version de Northern Star sort dans les bacs, avec les versions single de Never Be The Same Again et de I Turn To You. If That Were Me est choisi comme cinquième et dernier single de l’album et le bénéfice des ventes est reversé à des associations caritatives pour les sans-abris. Northern Star s’est vendu plusieurs millions d’exemplaires à travers le monde. Melanie C soutient l'album avec une tournée promotionnelle internationale de plus de deux ans, le Northern Star World Tour. Cependant, la chanteuse commence à éprouver des difficultés autant dans sa vie professionnelle que personnelle. La petite pause des Spice Girls, son premier album solo et la tournée commencent à être difficiles à porter. Elle tombe en dépression et est l'une des premières chanteuses à porter un discours fort sur les problèmes de santé mentale que rencontrent les artistes, un sujet sur lequel elle s'exprimera régulièrement tout au long de sa carrière.
Après la séparation des Spice Girls en 2001, et une remise sur pied progressive, Melanie C sort son deuxième album, Reason, le 10 mars 2003. Le premier single choisi est Here It Comes Again et rencontre peu de succès. Il est suivi de On the Horizon, qui réussit à se tailler une place dans les palmarès britanniques, Let's Love (uniquement au Japon où la chanson accompagnait une pub de Toyota), pour finir avec un double single Melt/Yeh Yeh Yeh, qui achève une série de déceptions commerciales. Virgin Records décide de se séparer de Melanie, après avoir peu soutenu l'album. Cela s'avèrera un bien pour un mal qui permet à l'artiste de prendre réellement son propre envol.

### 2004 - Red Girl Records
Mel C passe l'année 2004 à travailler sur de nouvelles chansons, et crée son propre label, Red Girl Records. C’est sous ce label qu’elle sort son troisième album, Beautiful Intentions, le 11 avril 2005. Le premier single est Next Best Superstar, qui rencontre un maigre succès au Royaume-Uni. Better Alone est choisi pour être le deuxième single, mais n’est finalement disponible qu’en téléchargement sur iTunes Store.
Le troisième single est First Day Of My Life, une chanson inédite écrite par Guy Chambers et Enrique Iglesias pour le générique de la série allemande Julia - Wege zum Glück. Le single connaît beaucoup de succès dans plusieurs pays d’Europe tels que l’Allemagne, l’Espagne, la Suisse, l’Autriche, la Suède, le Portugal et devient un des plus vendus en 2005 en Europe. La chanson fait décoller l'album et offre de belles opportunités de promotion à l'artiste. Beautiful Intentions devient disque de platine au Portugal, où il est resté 9 semaines numéro 1.
Melanie enregistre un concert privé (les tickets étaient donnés par tirage au sort sur le site officiel de la chanteuse) le 31 août 2006 pour son premier DVD live intitulé Live Hits sorti le 30 octobre de la même année.
Le 30 mars 2007, Melanie sort son quatrième album, This Time. Le premier single est The Moment You Believe pour l’Allemagne, l’Autriche, la Suisse, l’Espagne, et I Want Candy en Angleterre (où la chanson est la bande originale du film du même nom), en Italie, au Danemark. Le troisième single (ou deuxième international) est Carolyna, qui n’a pas reçu le succès attendu par manque de promotion. Sur le site officiel, This Time est annoncée comme prochain single (une nouvelle version a été enregistrée pour la sortie single) et sort le 12 octobre en Allemagne, Suisse et Autriche. Le single inclut une chanson inédite, We Love To Entertain You (utilisée pour la campagne publicitaire de Pro7 Starforce en Allemagne). Une fois de plus, les ventes sont minces, d'autant plus que Melanie s'est engagée parallèlement dans un autre projet suscitant bien plus l'attention des médias.

### 2007 - 2010: Le retour des Spice Girls et "Blood Brothers"

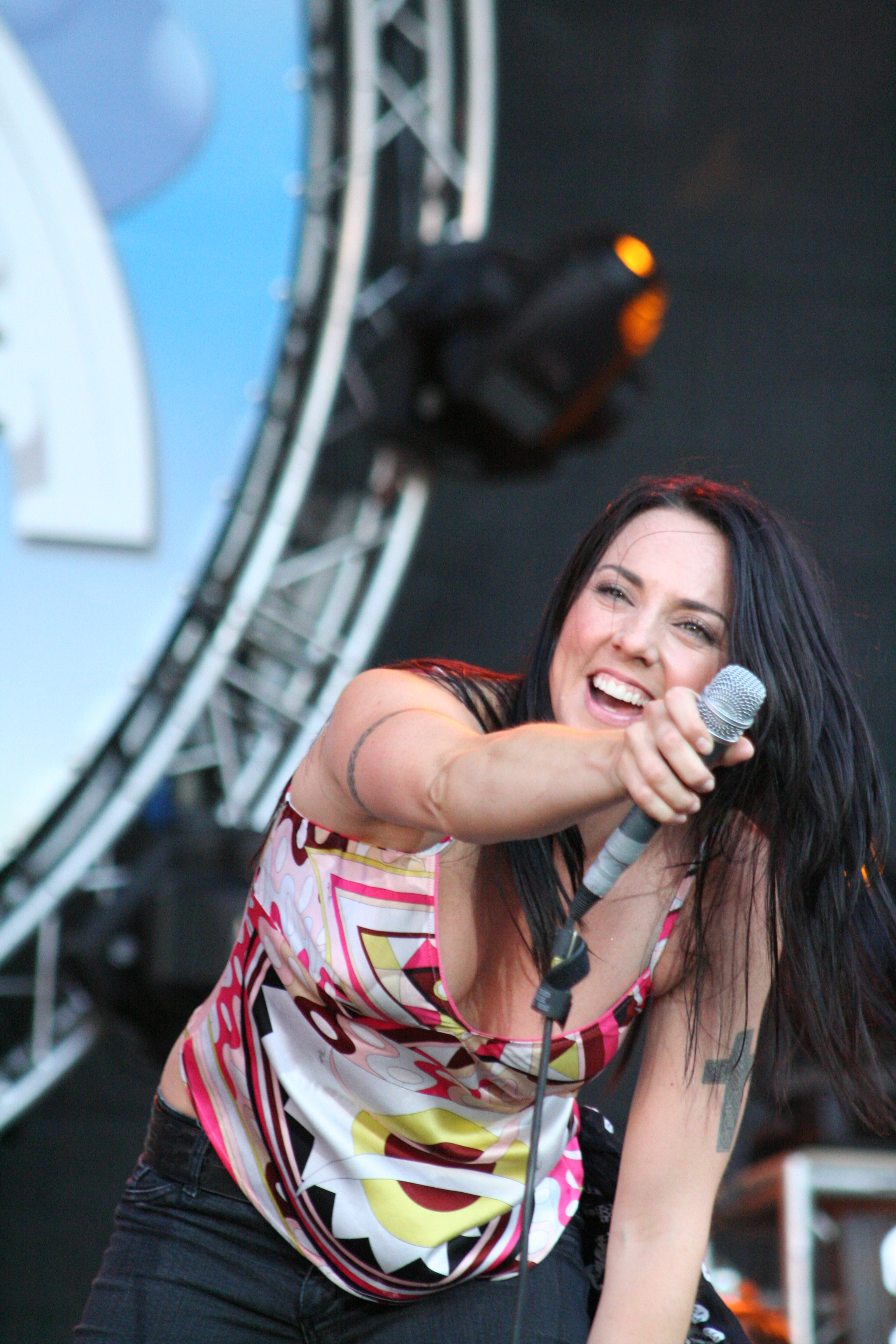
Melanie C en Allemagne en 2006.

Le 28 juin 2007, est annoncée la reformation des Spice Girls, après six ans d'absence. Un documentaire retraçant la carrière des Spice Girls est réalisé à la fin de l'année 2007. Pour promouvoir la tournée, elles sortent un best-of accompagné d'un single, Headlines (Friendship Never Ends), qui est choisi pour être la chanson de Children in Need. Jusqu'au mois de février, le groupe parcourt une partie du monde pour promouvoir la tournée. La tournée est un véritable succès, notamment au Royaume-Uni, bien qu'elle ait laissé un goût amer à bon nombre de fans pour ne pas être allée plus loin sur la scène internationale. En plein milieu de la tournée, Melanie saute sur l'occasion pour donner à plusieurs reprises des concerts solo aux États-Unis, cette fois-ci sans ses camarades qui ne manqueront pas de venir soutenir leur amie dans le public.
Une fois la tournée terminée, elle profite de l'occasion pour lancer le single Carolyna sur les ondes américaines, annonçant la sortie de This Time sur le territoire. Une mini-tournée est organisée essentiellement au Canada, mais l'album passera quasi-inaperçu. Jusqu'à la fin de l'été, elle enchaîne quelques concerts acoustiques et prend part à plusieurs festivals avant que soit déclarée sa grossesse en 2008.
En octobre, enceinte de plusieurs mois, elle donne un concert acoustique pour ses fans au Hard Rock Cafe. Le 22 février 2009, elle donne naissance à son premier enfant, Scarlett, fruit de son union avec son fiancé de l'époque Thomas Starr. Les projets artistiques de la chanteuse sont mis de côté pour plusieurs mois pour s'occuper pleinement de son enfant et de sa famille.
Très vite, Melanie se rend compte qu'elle est bel et bien prête à se remettre au travail. Au même moment, la jeune maman se voit proposer un rôle pour la comédie musicale Blood Brothers écrite par Willy Russell. Créée en 1983 et jouée depuis 1988 à Londres en tant que production West End, c'est ainsi une comédie musicale à la durée de vie étonnamment longue. Melanie fait ses premiers pas sur les planches fin octobre 2009, où elle joue le rôle principal de Mrs Johnson, une femme de ménage enceinte de jumeaux qui établit un pacte avec la femme qui l'emploie, Mrs Lyon. Cette dernière ne parvenant pas à avoir d'enfant, et Mrs Johnson ne pouvant se permettre d'éduquer les deux enfants du fait de ses grandes difficultés financières, il est décidé que chacune de deux femmes détiendra le garde d'un des deux enfants, sans que jamais ceux-ci n'apprennent qu'ils sont jumeaux. Melanie interprète son rôle pendant six mois, à un rythme de 8 représentations par semaine, ce qui lui vaut une nomination à la très prestigieuse cérémonie de récompense Laurence Olivier Awards, dans la catégorie du meilleur premier rôle féminin dans une comédie musicale. Même si elle repart bredouille de la cérémonie, sa participation est l'occasion de redorer le blason de Blood Brothers qui reçoit des critiques pour le moins élogieuses et saluent chaleureusement la performance de Melanie.
Au terme de son expérience temporaire dans le monde du théâtre en avril 2010, dont elle se dit ravie, Melanie prend ensuite du repos chez elle pour passer du temps en famille et trouver l'inspiration pour de nouvelles chansons. Elle s'attaque à l'écriture de son cinquième album, The Sea, dont la sortie est annoncée pour le 5 septembre 2011. Cet album assez sombre renoue avec les thèmes et sonorités éclectiques de Northern Star, et devient l'un des plus plébiscités par ses fans. Après un premier single prometteur Think About It, produit par Cutfather, l'album passe inaperçu dans les classements, créant la déception pour l'artiste et son public. Melanie part en tournée en Europe pour promouvoir le disque et sort un DVD du concert.

### 2012 - 2015: Retour des Spice Girls aux Jeux Olympiques et télévision
En juillet 2012, Melanie annonce sa séparation de son mari Thomas Starr, rencontré en 2002 sous le soleil de la Barbade ; ils sont les parents d'une fille nommée Scarlett, née en 2009.
En juin 2012, c’est entourée de Melanie Brown, Victoria Beckham, Geri Halliwell et Emma Bunton qu’elle refait surface aux yeux du monde pour présenter la comédie musicale Viva Forever reprenant les tubes du groupe. L’idée d'une éventuelle reformation est complètement rejetée par Victoria Beckham qui ne souhaite pas retourner à sa vie de pop star, alors que les cinq comparses s'adonnent au jeu de la presse pour promouvoir les débuts de la comédie musicale.
En septembre 2012, Melanie C publie Stages, un album de reprises de titres phares de comédies musicales. Pour l'occasion, Emma Bunton lui prête main-forte en posant sa voix sur l’un des titres de l’opus, I Know Him So Well, une reprise du groupe ABBA présent dans la comédie musicale Chess.
En 2015, elle est l’un des jurés de l’émission Asia's Got Talent, aux côtés d’Anggun, de David Foster et de Vanness Wu[réf. nécessaire].

### 2016 - 2019:7ealbumVersion Of Me,tournée des Spice Girls, débuts en tant que DJ
En 2016, elle apparaît sur le single Numb de Sons Of Sonix
Le 6 septembre 2016, elle publie le single Anymore, 1er extrait de son septième album Version Of Me, paru le 21 octobre 2016, qui devient n°1 au Royaume-Uni. En parallèle, elle apparait dans le vidéo Hard Girls de KT Tunstall. Melanie C sort trois autres singles de l'album dans les mois qui suivent : Dear Life, Hold On en duo avec le chanteur Alex Francis et Room For Love. Plusieurs des Spice Girls et d'autres chanteuses comme Natalie Imbruglia apparaissent dans le clip de ce dernier. Sur un plan musical, l'album se démarque légèrement des précédents, avec une production plus électronique. En avril 2017, la chanteuse part en tournée au Royaume-Uni pour la promotion de l'album.
En avril 2018, Melanie fait ses débuts derrière les platines à l'occasion d'un show de la marque Sloggy au Badaboum à Paris. Elle est ensuite signée par l'agence anglaise MN2S chargée de faire la promotion de l'artiste en tant que DJ sur la scène internationale. Melanie C lance son compte Mixcloud sur lequel elle poste à intervalles réguliers des mixes thématiques concoctés par ses soins, alternant entre sonorités pop et musiques électroniques des années 1990 à 2010.
Melanie annonce à la même période sur son compte Instagram être en studio avec Martin Glover, alias Youth, musicien et producteur anglais ayant collaboré avec The Verve, U2 ou encore Depeche Mode.
En octobre 2018, une tournée-évènement des Spice Girls au Royaume-Uni, le Spiceworld Tour, est annoncée sans la participation de Victoria Beckham. La tournée de juin 2019 est un immense succès : les 700,000 places de concert pour les 13 représentations se vendent en un temps record et génèrent 78,2 millions de dollars. Le spectacle célèbre avec brio les années 1990, reprenant l'ensemble des tubes du groupe. De nombreuses stars comme Adele, le groupe Haim ou encore Emma Stone assistent aux concerts et partagent leur enthousiasme sur les réseaux sociaux.
Quelques jours seulement après la dernière représentation au Wembley Stadium, Melanie C part pour une tournée des Marches des Fiertés à travers le globe avec le collectif anglais LGBTQ+ Sink The Pink. La chanteuse va jouer aux côtés des membres du collectif un set composé de chansons solo, de tubes des Spice Girls et de plusieurs reprises, devant des foules rassemblant jusqu'à plusieurs millions de personnes comme à Sao Paulo. Le 6 novembre 2019, elle publie un single enregistré pour cette tournée, High Heels

### 2019-Présent:Melanie C
L'enchaînement de ces deux tournées marque un virage dans la carrière de Melanie C et l'encourage à s'entourer d'une toute nouvelle équipe de compositeurs, producteurs, A&R et manager. En mars 2020, en plein démarrage de la crise sanitaire, elle démarre la promotion de son prochain disque par le titre Who I Am composé avec Biff Stannard, collaborateur légendaire des Spice Girls et de Kylie Minogue, et une nouvelle équipe de songwriters. La chanson annonce le ton de l'album, placé sous le signe de la danse et de l'affirmation de soi. Elle est accompagnée d'une vidéo réalisée par Sylvie Weber qui montre la chanteuse déambulant dans les galeries d'un musée, contemplant des œuvres en clin d'œil à plusieurs moments de sa carrière. La chanteuse annonce vouloir partir à la conquête de nouveaux territoires mais est contrainte d'écouter un voyage de promotion aux États-Unis avec la fermeture progressive des frontières. Pour garder le lien avec ses fans, Melanie organise une série de discussions #ASKMELANIECLIVE, performances et DJ sets sur les réseaux sociaux jusqu'à l'été.
En mai 2021, elle publie Blame It On Me, produit par le duo anglais Billen Ted, un titre électro acide très différent de ses précédents singles. La vidéo, inspirée de l'univers des jeux vidéo, fait de nombreuses allusions à la carrière musicale de la chanteuse, avec la reprise d'une ribambelle de titres de ses chansons. Un troisième extrait, In And Out Of Love, produit par One Bit, léger et dansant, est lancé en juillet, en même temps que l'annonce de la parution à venir de son huitième album, Melanie C. Une nouvelle vidéo, marquant un tournant stylistique pour la chanteuse, accompagne le titre. En septembre, Fearless, un duo R&B/soul avec la chanteuse anglaise Nadia Rose, est proposé au public. Ces nouveaux titres pêchus et inspirés laissent entrevoir une nouvelle facette de l'artiste, renouant avec son statut de popstar.
Pour célébrer la sortie officielle de l'album le 2 octobre 2020, Melanie organise la veille une retransmission live, Colour and Light, dans laquelle elle présente l'intégralité des titres de l'album pour la première fois. La représentation est suivie d'un DJ set festif de Melanie. L'album reçoit un accueil très favorable des critiques et du public ; il débute numéro 8 dans les classements anglais, son score le plus élevé en 17 ans.
En janvier 2021, Melanie sort un nouveau clip pour Into You, une chanson rythmée de la version deluxe de l'album produite aussi par Billen Ted.
Le mois suivant, sa participation dans le jury de The Voice Kids en Angleterre est annoncée aux côtés de will.i.am et Pixie Lott.
À la fin de l'été, Melanie reprend la route pour quelques festivals et reçoit une récompense lors de la cérémonie des British LGBT Awards à Londres montrant son attachement de longue date à la communauté.
Pour accompagner la sortie digitale d'une nouvelle édition de l'album, incluant des remixes, des versions acoustiques et des titres inédits de la chanteuse, Melanie propose une illustration visuelle de sa reprise de Touch Me, tube house de Rui da Silva et Cassandra Fox sorti en 2001.
En septembre 2021, elle rejoint le casting de la trentième édition de Dancing With The Stars, diffusée aux Etats-Unis sur la chaîne ABC, et se relocalise temporairement à Los Angeles pour l'occasion. La chanteuse est présentée comme l'une des favorites de la compétition. En dépit d'un bon démarrage et des scores élevés du jury à l'issue de ses prestations, elle est éliminée à la surprise générale au terme de la sixième émission.
Une tournée européenne d'une vingtaine de dates passant par Paris et Lyon en France est programmée pour les mois de janvier et février 2022. Fin 2021, Melanie C annonce que cette tournée européenne est annulée en raison de la situation sanitaire. Seules les dates au Royaume-Uni seront assurées.
Melanie publie ses mémoires Who I Am: My Story en septembre 2022. Son autobiographie reçoit un bel accueil critique et est nommée Sunday Times Bestseller. Une campagne promotionnelle est organisée à l'automne qui l'emmène dans plusieurs villes d'Angleterre et d'Irlande, ainsi qu'aux Etats-Unis.
Courant 2022, Melanie s'embarque aussi dans un nouveau challenge : la participation à la création d'un ballet contemporain pour le Sadler's Wells à Londres, l'une des salles de spectacles les plus anciennes et réputées du pays. Melanie renoue avec ses premiers amours, la danse, et se produit sur scène en janvier 2023 aux côtés de la chorégraphe Jules Cunningham et du danseur Harry Alexander. Sa prestation est saluée par la critique.
Durant les étés 2022 et 2023, Melanie enchaîne les concerts dans une trentaine de grands festivals anglais et européens avec ses musiciens, et enflamme les scènes de Glastonbury, Kendal Calling, Pub in the Park ou encore Splendour. Elle se produit en parallèle en continu en tant que DJ dans des clubs et festivals à l'international, en passant par Ibiza, New York, Los Angeles, le Canada, la Roumanie ou encore l'Australie.
Melanie commence également à produire ses propres remixes pour d'autres artistes, comme Jessie Ware et Tove Lo, qu'elle dévoile sur les plateformes digitales dans le courant du premier semestre 2023.
En septembre 2023, Melanie annonce l'organisation d'un concert spécial le 12 janvier 2024, jour de ses 50 ans, dans la salle mythique KOKO à Londres, date pour laquelle il est annoncé de nombreux invités surprises.
La sortie d'un nouvel album est attendue pour 2024.

## Impact et héritage
Son style musical est généralement pop-rock, mais elle y inclut d’autres genres comme le post-grunge, ambient, acoustic, R&B, hip hop, dance, trance, dance-pop, dance-rock ou encore l’electro,,.
En 2001, sa chanson I Turn To You, directement sortie en remix/single et produit par Hex Hector, remporte un Grammy Award pour le meilleur remix de l’année, ce qui est une première dans l'histoire.
Avec 12 singles numéros 1 au Royaume-Uni, elle est et la première artiste féminine britannique ayant le plus de singles au numéro 1 dans ce pays, ce qui fait d’elle la première artiste avec le plus de chansons numéro 1 dans l’histoire du classement britannique,,,.
Melanie C a vendu plus de 108 millions de disques, dont 23 millions en tant que chanteuse solo et 85 millions en tant que Spice Girl,,.
Elle a eu de nombreux numéros 1 à travers le monde tels que : Never Be The Same Again (n°1 dans de nombreux pays), I Turn to You (n°1 dans de nombreux pays), First day of my life (n°1 dans de nombreux pays), The Moment You Believe (n°1 en Espagne), Carolyna (n°1 au Portugal), Weak (n°1 en Grèce) et Anymore (n°1 au Royaume-Uni)[réf. nécessaire].
Elle est citée comme étant l'inspiration de nombreux artistes de la scène contemporaine, comme la chanteuse Billie Eilish ou MØ. Parmi ses influences à elle, se trouve par exemple Madonna.

## Discographie

### Albums
| Année | Nom                                    | Classement | Classement | Classement | Classement | Classement | Classement | Classement | Classement | Classement | Classement | Classement | Classement | Classement | Classement | Classement | Classement | Classement | Classement | Classement | Classement | Classement | Classement | Classement |
| Année | Nom                                    | UK         | US         | CAN        | AUS        | NZ         | GER        | FRA        | ITA        | SWI        | AUT        | SPA        | NOR        | SWE        | NET        | FIN        | IRE        | RUS        | HON        | BEL        | DAN        | POR        | POL        |            |
| ----- | -------------------------------------- | ---------- | ---------- | ---------- | ---------- | ---------- | ---------- | ---------- | ---------- | ---------- | ---------- | ---------- | ---------- | ---------- | ---------- | ---------- | ---------- | ---------- | ---------- | ---------- | ---------- | ---------- | ---------- | ---------- |
| 1999  | Northern Star - 1er studio album       | 4          | 208        | 16         | 32         | 36         | 8          | -          | -          | 12         | 16         | -          | 3          | 1          | 8          | 6          | 9          | -          | 8          | 28         | 4          | -          | -          |            |
| 2003  | Reason - 2e studio album               | 5          | -          | -          | 71         | -          | 13         | -          | 92         | 21         | 39         | 72         | -          | 38         | 68         | 36         | 47         | -          | 56         | 61         | -          | -          | -          |            |
| 2005  | Beautiful Intentions - 3e studio album | 24         | -          | -          | 130        | -          | 15         | 98         | 68         | 14         | 12         | 52         | -          | 31         | 98         | -          | -          | 52         | 69         | 90         | 70         | 1          | 28         |            |
| 2007  | This Time - 4e studio album            | 57         | -          | -          | -          | -          | 15         | -          | 77         | 8          | 26         | -          | -          | 54         | -          | -          | -          | -          | -          | -          | -          | 28         | 54         |            |
| 2011  | The Sea - 5e studio album              | 45         | -          | -          | -          | -          | 16         | -          | -          | 13         | 38         | -          | -          | -          | -          | -          | -          | -          | -          | -          | -          | -          | -          |            |
| 2012  | Stages - 6e studio album               | 50         | -          | -          | -          | -          | 92         | -          | -          | -          | -          | -          | -          | -          | -          | -          | 83         | -          | -          | -          | -          | -          | -          |            |
| 2016  | Version of Me - 7e Studio album        | ?          | ?          | ?          | ?          | ?          | ?          | ?          | ?          | ?          | ?          | ?          | ?          | ?          | ?          | ?          | ?          | ?          | ?          | ?          | ?          | ?          | ?          |            |
| 2020  | Melanie C                              | 7          |            |            |            |            |            |            |            |            |            |            |            |            |            |            |            |            |            |            |            |            |            |            |

### Singles
| Année     | Nom                                                                               | Album                | Classement | Classement | Classement | Classement | Classement | Classement | Classement | Classement | Classement | Classement | Classement | Classement |
| Année     | Nom                                                                               | Album                | UK         | IRE        | ITA        | GER        | SWI        | AT         | SWE        | SPA        | POL        | AUS        | FRA        | PHI        |
| --------- | --------------------------------------------------------------------------------- | -------------------- | ---------- | ---------- | ---------- | ---------- | ---------- | ---------- | ---------- | ---------- | ---------- | ---------- | ---------- | ---------- |
| 1998      | "When You're Gone" (avec Bryan Adams)                                             | On a Day Like Today  | 3          | 6          | 10         | 14         | 11         | 14         | 8          | 3          | —          | 4          | 37         | 5          |
| 1999      | "Goin' Down"                                                                      | Northern Star        | 4          | 18         | 53         | 73         | —          | 17         | —          | —          | —          | 25         | —          | 5          |
| 1999      | "Northern Star"                                                                   | Northern Star        | 4          | 11         | 4          | 50         | 75         | 73         | 7          | —          | —          | 82         | —          | 8          |
| 2000      | "Never Be the Same Again" (feat. Lisa Lopes)                                      | Northern Star        | 1          | 4          | 6          | 5          | 3          | 3          | 1          | —          | 1          | 2          | 16         | 1          |
| 2000      | "I Turn To You"                                                                   | Northern Star        | 1          | 6          | 15         | 2          | 3          | 1          | 1          | —          | 1          | 11         | —          | 15         |
| 2000      | "If That Were Me"                                                                 | Northern Star        | 18         | 39         | 33         | 58         | 50         | 45         | 22         | —          | —          | 28         | —          | 30         |
| 2003      | "Here It Comes Again"                                                             | Reason               | 7          | 19         | 10         | 59         | 61         | 49         | 36         | 16         | 12         | 49         | —          | 10         |
| 2003      | "On the Horizon"                                                                  | Reason               | 14         | 34         | 45         | 80         | —          | —          | —          | —          | —          | —          | —          | 17         |
| 2003      | "Melt" / "Yeh Yeh Yeh"                                                            | Reason               | 27         | —          | 17         | 63         | —          | —          | —          | 13         | —          | —          | —          | —          |
| 2005      | "Next Best Superstar"                                                             | Beautiful Intentions | 10         | 37         | 21         | 32         | 25         | 45         | 31         | —          | —          | 41         | —          | 20         |
| 2005      | "Better Alone"                                                                    | Beautiful Intentions | —          | —          | 35         | 51         | 33         | 57         | —          | —          | —          | 83         | —          | —          |
| 2005      | "First Day of My Life"                                                            | Beautiful Intentions | —          | —          | 32         | 1          | 1          | 2          | 9          | 1          | 1          | 65         | 25         | —          |
| 2007      | "The Moment You Believe"                                                          | This Time            | —          | —          | —          | 15         | 14         | 28         | 18         | 1          | 14         | —          | —          | —          |
| 2007      | "I Want Candy"                                                                    | This Time            | 24         | 72         | 9          | —          | —          | —          | —          | —          | 51         | —          | —          | —          |
| 2007      | "Carolyna"                                                                        | This Time            | 49         | 99         | 16         | 28         | 23         | 12         | —          | —          | —          | —          | —          | —          |
| 2007      | "This Time"                                                                       | This Time            | 94         | —          | —          | 69         | —          | —          | —          | —          | 12         | —          | —          | —          |
| 2008      | "Understand"                                                                      | This Time            | —          | —          | —          | —          | —          | —          | —          | —          | —          | —          | —          | —          |
| 2011      | "Rock Me"                                                                         | The Sea              | —          | —          | —          | 38         | —          | —          | —          | 31         | —          | —          | —          | —          |
| 2011      | "Think About It"                                                                  | The Sea              | 95         | —          | —          | 48         | 30         | 34         | —          | —          | —          | —          | —          | —          |
| 2011      | "Weak"                                                                            | The Sea              | —          | —          | —          | —          | —          | —          | —          | —          | —          | —          | —          | —          |
| 2011      | "Let There Be Love"                                                               | The Sea              | —          | —          | —          | —          | —          | —          | —          | —          | —          | —          | —          | —          |
| 2012      | "I Don't Know How To Love Him"                                                    | Stages               | —          | —          | —          | —          | —          | —          | —          | —          | —          | —          | —          | —          |
| 2012      | "Numb" 29 juil                                                                    | Stages               |            |            |            |            |            |            |            |            |            |            |            |            |
| 2012      | "I Know Him So Well"                                                              | Stages               | —          | —          | —          | —          | —          | —          | —          | —          | —          | —          | —          | —          |
| 2017      | "Hold On"                                                                         | Version of Me        | —          | —          | —          | —          | —          | —          | —          | —          | —          | —          | —          | —          |
| 2017      | "Room for Love"                                                                   | Version of Me        | —          | —          | —          | —          | —          | —          | —          | —          | —          | —          | —          | —          |
| 2019      | "High Heels" (feat Sink The Pink)                                                 | —                    | —          | —          | —          | —          | —          | —          | —          | —          | —          | —          | —          | —          |
| 2020-2021 | "Who I Am" "Blame It On Me" "In and Out Of Love" "Fearless" "Into You" "Touch Me" | Melanie C            |            |            |            |            |            |            |            |            |            |            |            |            |

### B-Sides
| Année | Nom                              | Singles                 |
| ----- | -------------------------------- | ----------------------- |
| 1999  | "Angel on My Shoulder"           | Goin' Down              |
| 1999  | "I Want You Back"                | Goin' Down              |
| 1999  | "Follow Me"                      | Northern Star           |
| 1999  | "Something's Gonna Happen"       | Northern Star           |
| 2000  | "I Wonder What It Would Be Like" | Never Be the Same Again |
| 2003  | "Love to You"                    | Here It Comes Again     |
| 2003  | "Like That"                      | Here It Comes Again     |
| 2003  | "Living Without You"             | Here It Comes Again     |
| 2003  | "I Love You Without Trying"      | On the Horizon          |
| 2003  | "Wonderland"                     | On the Horizon          |
| 2003  | "Knocked Out"                    | Melt/Yeh Yeh Yeh        |
| 2005  | "Everything Must Change"         | Next Best Superstar     |
| 2005  | "Runaway"                        | Better Alone            |
| 2005  | "Warrior"                        | Better Alone            |
| 2007  | "Fragile"                        | The Moment You Believe  |
| 2007  | "Already Gone"                   | I Want Candy            |
| 2007  | "We Love to Entertain You"       | This Time               |
| 2011  | "Stop This Train"                | Rock Me                 |
| 2011  | "Cruel Intentions"               | Think About It          |
| 2012  | "You'll Never Walk Alone"        | I Know Him So Well      |

### Autres
| Année | Nom                | Singles                                |
| ----- | ------------------ | -------------------------------------- |
| 1999  | "You Taught Me"    | Northern Star CD Promo                 |
| 2002  | "Independence Day" | Bend It Like Beckham (bande originale) |

### DVD
| Année | Nom                                   |
| ----- | ------------------------------------- |
| 2003  | Here It Comes Again - DVD single      |
| 2003  | On the Horizon - DVD single           |
| 2006  | Live Hits - DVD Live                  |
| 2007  | Carolyna - DVD single                 |
| 2009  | Live at The Hard Rock Cafe - DVD Live |

## Tournées
- 1999          - From Liverpool To Leicester Square
- 2000/2001 - Northern Star European Tour
- 2001          - Northern Star World Tour
- 2003          - Reason UK & Ireland/Germany Tour
- 2004          - The Barfly Mini-Tour
- 2005/2006 - Beautiful Intentions Live Tour
- 2007          - This Time Tour
- 2008          - This Time Canadian Tour
- 2011/2012 - The Sea Live Tour